# Julián de Meriche
Julián de Meriche (nacido Vladimir Lipkies Chazan; Grodno,Imperio ruso, 10 de octubre de 1910-Ciudad de México, 27 de julio de 1974) fue un actor, director de cine y coreógrafo mexicano de origen ruso.
De Meriche trabajó como bailarín en salas de música europeas, luego se mudó a Argentina donde trabajó en el cine en los años 30. De ahí se mudó a México y participó en muchas películas interpretando papeles secundarios desde la década de 1940 hasta su muerte, a menudo caracterizando a extranjeros. De Meriche también trabajó como actor y director en muchas representaciones teatrales, televisivas y de cabaret. Estuvo casado con María Elena Velasco, «La India María». Tuvo dos hijos: el productor y director Iván Lipkies; y la escritora, actriz y productora Ivette Eugenia Lipkies, cuyo nombre artístico es "Goretti".
Actuó en películas tales como La noche es nuestra (1952) y Frankenstein, el vampiro y compañía (1962), y fue coreógrafo de películas tales como Revancha (1948).
En los 50's y 60's trabajó como actor de doblaje principalmente en las empresas CLADSA y SISSA donde interpretó personajes como Shemp en los cortos de Los Tres Chiflados y Gorgo en Fantasmagórico.
Trabajó como bailarín en los salones de música en Europa, debido a los conflictos políticos de su ciudad natal obtuvo también la nacionalidad polaca, luego se trasladó a Argentina dónde laboró para el cine nacional en los años de 1930 y obtuvo la nacionalidad de ese país. Posteriormente se mudó a México y participó en papeles secundarios de muchas películas desde la década de 1940 hasta su muerte el 27 de julio de 1974; a menudo hacía de extranjero. De Meriche también trabajó como actor y director en la televisión y en espectáculos de cabaret. Estaba casado con María Elena Velasco "La India María". Uno de sus hijos es el productor y director Iván Lipkies. Fue políglota, capaz de hablar francés, inglés, portugués, italiano, polaco y ruso. Sus restos descansan en el Panteón Jardín de la Ciudad de México.

## Doblajes

### Películas
- Uno, dos, tres (1961) - Mishkin
- El dolor de pagar la renta (1960)
- La posada de la sexta felicidad (1958) - Soldado Ruso (Richard Marner)

### Series de TV
- Los tres chiflados - Shemp

### Animes
- Fantasmagórico - Gorgo

### Cine y Televisión
- 1974 La disputa
- 1973 Pobre, pero honrada!
- 1973 Masajista de señoras
- 1973 Entre pobretones y ricachones
- 1973 ¡Qué familia tan cotorra!
- 1972 El metiche
- 1972 Tonta tonta pero no tanto
- 1972 Pepito y la lámpara maravillosa
- 1972 Jesús, María y José
- 1971 El hacedor de miedo
- 1971 Alien Terror (USA. Dir. Boris Karloff)
- 1971 Departamento de soltero
- 1970 El Topo
- 1970 Tápame contigo
- 1970 La mujer de oro
- 1970 El hermano Capulina
- 1970 Rubí
- 1970 La hermana Trinquete
- 1970 Yo soy Chucho el Roto
- 1970 Capulina ‘Speedy’ González: ‘El Rápido
- 1970 Los juniors
- 1970 Capulina corazón de leon
- 1970 Remolino de pasiones
- 1970 La guerra de las monjas
- 1970 Las bestias jóvenes
- 1970 El despertar del lobo
- 1970 Estafa de amor
- 1969 Cazadores de espías
- 1969 La casa de las muchachas
- 1969 ¡Persiguelas y… alcanzalas!
- 1969 Con licencia para matar
- 1969 Mi padrino
- 1969 Cuernos debajo de la cama
- 1969 Muñecas peligrosas
- 1968 Fallaste corazón
- 1968 México de noche
- 1968 5 de chocolate y 1 de fresa
- 1968 Un nuevo modo de amar
- 1968 El día de la boda
- 1968 Ensayo de una noche de bodas
- 1968 El zángano
- 1968 Corona de lágrimas
- 1968 El caudillo
- 1968 La noche del halcón
- 1968 Agente 00 Sexy
- 1968 4 contra el crimen
- 1968 Bajo el imperio del hampa
- 1968 Un Latin lover en Acapulco
- 1968 Vestidas y alborotadas
- 1968 Desnudarse y morir
- 1967 Tres mil kilómetros de amor
- 1967 Un yucateco honoris causa
- 1967 Operación 67
- 1967 Mujeres, mujeres, mujeres
- 1967 El asesino se embarca
- 1967 Los caifanes
- 1967 Un novio para dos hermanas
- 1967 Chanoc
- 1967 El pícaro
- 1967 Los tres mosqueteros de Dios
- 1966 Los dos rivales
- 1966 Cargamento prohibido
- 1966 Gallo corriente, gallo valiente
- 1966 Cada quién su lucha
- 1966 Los tres salvajes
- 1966 Los gavilanes negros
- 1966 Espectro del estrangulador
- 1966 El proceso de Cristo
- 1965 El asalto
- 1965 Los reyes del volante
- 1965 Santo vs el estrangulador
- 1965 La maldición del oro
- 1965 El dengue del amor
- 1965 Perdóname mi vida
- 1965 Canta mi corazón
- 1964 Neutron vs el criminal sádico
- 1964 La edad de piedra
- 1964 El bracero del año
- 1964 Las luchadoras contra la momia
- 1964 La juventud se impone
- 1964 Un padre a toda máquina
- 1964 Museo del horror
- 1964 Amor y sexo
- 1964 Los amores de Marieta – Los Fabulosos 20s
- 1964 El revólver sangriento
- 1963 La sombra blanca
- 1963 Agente XU 777
- 1963 Barridos y regados
- 1963 El rey del tomate
- 1963 Mi vida es una canción
- 1963 Las luchadoras contra el médico asesino
- 1963 Los apuros de dos gallos
- 1963 Los invisibles
- 1962 La edad de la inocencia
- 1962 Cascabelito
- 1962 Santo contra los zombies
- 1962 El malvado Carabel
- 1962 A ritmo de twist
- 1962 El pecado de una madre
- 1962 Frankestein, el vampiro y compañía
- 1961 Carnaval en mi barrio
- 1961 El Bronco Reynosa
- 1961 Guantes de oro
- 1960 Los desenfrenados
- 1960 El fantasma de la opereta
- 1960 Orlak, el infierno de Frankenstein
- 1960 Los resbalosos
- 1960 Cómicos y canciones
- 1960 El dolor de pagar la renta
- 1960 Las canciones unidas
- 1960 Pistolas invencibles
- 1960 Poker de reinas
- 1960 Infierno de almas
- 1959 Mis secretarias privadas
- 1959 Señoritas
- 1958 Sabrás que te quiero
- 1958 Bolero inmortal
- 1958 El gran espectáculo
- 1958 La momia azteca contra el robot humano
- 1958 Quiero ser artista
- 1958 Cabaret trágico
- 1958 Viaje a la Luna
- 1957 La maldición de la momia azteca
- 1957 La momia azteca
- 1957 El gato sin botas
- 1957 Cómicos de la Legua
- 1957 La virtud desnuda
- 1957 El campeón ciclista
- 1957 Teatro del crimen
- 1957 Feliz año, amor mío
- 1956 Las zapatillas verdes
- 1956 Los platillos voladores
- 1956 Casa de perdición
- 1956 Viva la juventud!
- 1956 Club de señoritas
- 1955 De carne somos
- 1955 Qué lindo Cha Cha Cha
- 1955 El pueblo sin Dios
- 1954 Cuando me vaya
- 1954 Miradas que matan
- 1954 Reventa de esclavas
- 1953 Mis tres viudas alegres
- 1953 El mensaje de la muerte
- 1953 Pompeyo el conquistador
- 1952 Apasionada
- 1952 La noche es nuestra
- 1950 Pecado de ser pobre
- 1950 Doña Diabla
- 1949 Hipócrita..!
- 1949 El ángel caído
- 1949 El mago
- 1949 El Colmillo de Buda
- 1949 Calabacitas tiernas
- 1948 Han matado a Tongolele
- 1948 El supersabio
- 1948 Señora Tentación
- 1948 Pito Pérez se va de bracero
- 1947 La vida íntima de Marco Antonio y Cleopatra
- 1947 El cocinero de mi mujer
- 1947 Una extraña mujer
- 1946 Se acabaron las mujeres
- 1946 Las casadas engañan de 4 a 6
- 1946 El amor las vuelve locas
- 1940 La canción qué tu cantabas
- 1938 Busco un marido para mi mujer

### Como coreógrafo
- 1959 Siete pecados
- 1958 El gran espectáculo
- 1958 Mujeres encantadoras
- 1958 Concurso de belleza
- 1958 Cabaret trágico
- 1957 Los tres bohemios
- 1957 Tizoc
- 1957 Al compás del rock and roll
- 1957 Bambalinas
- 1957 Los chiflados del rock and roll
- 1956 Esposas infieles
- 1955 La culpa de los hombres
- 1955 Amor en cuatro tiempos
- 1955 Qué lindo Cha Cha Cha
- 1950 Mi querido capitán
- 1950 Pecado de ser pobre
- 1950 Aventurera
- 1950 Te besaré en la boca
- 1950 Sentencia
- 1950 Perdida
- 1950 Pobre corazón
- 1950 Cuide a su marido
- 1949 Coqueta
- 1949 En cada puerto un amor
- 1949 El mago
- 1948 La última noche
- 1948 Revancha
- 1948 La sin ventura
- 1947 La vida íntima de Marco Antonio y Cleopatra
- 1947 Bel Ami
- 1947 El cocinero de mi mujer
- 1947 A media luz

### Música original
- 1950 Aventurera